# ژوزف کابیلا
ژوزف کابیلا یا جوزف کابیلا (به انگلیسی: Joseph Kabila) (زاده ۴ ژوئن ۱۹۷۱)، رئیس‌جمهور جمهوری دموکراتیک کنگو از ژانویه ۲۰۰۱ تا ژانویه ۲۰۱۹ بود.

## منازعات داخلی بر سر قدرت
این کشور تا سال ۱۹۶۴ مستعمره بلژیک بود. در سال ۱۹۷۱ رئیس‌جمهور وقت، موبوتو سسه سوکو، نام این کشور را به زئیر تغییر داد. در سال ۱۹۹۶ با کودتای لوران کابیلا، موبوتو از کشور گریخت و از آن زمان نام زئیر به جمهوری دموکراتیک کنگو تغییر یافت.
از سال ۱۹۹۶ این کشور درگیر جنگ داخلی شد که تا سال ۲۰۰۲ ادامه یافته و منجر به کشته شدن چهار میلیون نفر و آوارگی ده‌ها میلیون نفر از مردم کنگو به ویژه در مناطق شرقی آن شد.
او ده روز پس از ترور پدرش، لوران کابیلا، رئیس‌جمهور وقت جمهوری دموکراتیک کنگو، به عنوان رئیس‌جمهور انتخاب شد
در سال ۲۰۰۲ لوران کابیلا ترور شد و پسرش، ژوزف کابیلا، از تمام سران شورشی خواست تا از جنگ دست بردارند.
مقارن با این تحول و بر اثر تلاش‌های چند کشور عمده و سازمان‌های بین‌المللی و منطقه‌ای نهایتاً موافقتنامه دریاچه‌های بزرگ در سال ۲۰۰۳ به امضا رسید و جنگ داخلی ظاهراً پایان یافت.
لوران کابیلا در سالهای ۲۰۰۶ و مجدداً در نوامبر ۲۰۱۱ در انتخاباتی که ناظران بین‌المللی آن را فاقد اعتبار دانستند، بار دیگر به ریاست جمهوری کنگو انتخاب شد.
کنگو در انتخابات ریاست جمهوری نوامبر ۲۰۱۱ که ناظران بین‌المللی آن را فاقد اعتبار دانستند، بار دیگر صحنه درگیری شد. «اتحادیه نیروهای انقلابی کنگو» (UFRC) که مقر آن در بوکاوو، مرکز استان کیوو جنوبی قرار دارد، در نامه‌ای به بان کی مون، دبیرکل سازمان ملل، اعلام کرد، جنبش «سیاسی-نظامی» با هدف سرنگونی کابیلا و محاکمه وی به اتهام خیانت تشکیل شده‌است.
از اوایل ماه می ۲۰۱۲ تا کنون، حدود سه میلیون نفر در شرق کنگو از بیم جان خانه‌های خود را ترک کرده‌اند؛ حدود دو میلیون و چهارصد هزار تن از آوارگان در مناطق امن‌تر کنگو سکنا گزیده‌اند، اما بیش از ۴۶۰ هزار نفر از آنان به کشورهای هم‌جوار کنگو شامل رواندا و اوگاندا پناه برده‌اند.